# 錢林慧君
錢林慧君（1947年12月18日—），台灣政治人物，曾任監察委員。畢業於國立台灣大學獸醫學系，美國賓州州立大學碩士、日本長崎大學醫學博士。臺北市萬華區福星國民小學前校長林煉之女。其夫婿錢橙山是醫師，曾任建國黨雲嘉南辦公室主任、台灣團結聯盟秘書長。女婿為退休網球國手盧彥勳。

## 生平

### 從政
錢林慧君以錢橙山的診所做為從政的根據地。在建國黨時，任台南市議員。1998年時參選立法委員，落選。隔年參選因賴清德、唐碧娥當選立法委員而出現缺額的國民大會代表補選。2001年，加入台灣團結聯盟，獲得提名參選第五屆臺南市立法委員，順利當選。2004年，競選連任失利，普遍認為是與民主進步黨操作配票時失誤造成以867票的些微之差落選，敗給民進黨立委王幸男，選後轉任總統府國策顧問。
2003年7月，立法院臨時會進行《農業金融法》朝野協商，因為全國農漁會自救會理事長忘記把台聯列在感謝名單中，錢林慧君氣得在台聯立法院黨團辦公室大摔朝野協商版本，揚言若不把台聯列進去她就不簽字，讓拿著朝野協商版本前來的民進黨立委邱太三連忙打電話請立法院院長王金平務必要求全國農漁會自救會理事長記得感謝台聯，才讓《農業金融法》順利完成朝野協商。2003年10月25日，民進黨舉辦1025公投大遊行，傳出錢林慧君與同屬臺南市選出的民進黨立委王幸男為爭奪「總指揮」頭銜而不睦。
2004年立法委員選舉，錢林慧君落選。2005年任務型國代選舉時，錢林慧君接受台聯提名參選國民大會代表，並排名第七位當選國民大會代表，她认为台湾可能会因该次修宪“永远失去修宪机会”。
2005年，台聯徵召錢林慧君參選臺南市市長，以「人生最後一場選舉」做號召；民進黨提名許添財，泛綠分裂的情況下，錢林慧君得票12.95%落選。之後，在台聯第三任主席黃昆輝的邀請下，錢橙山出任台聯秘書長，接替參選高雄市長失利的台聯立法委員羅明；錢林慧君也隨錢橙山北上。
2008年立法委員選舉，錢林慧君接受台聯提名參選不分區立委，為台聯不分區立委參選人第五名。2008年1月4日下午，錢林慧君到台南地檢署遞狀控告當時公開呼籲選民「拒絕投票給台聯」的民主進步黨前主席游錫堃、台灣南社社長鄭正煜、台灣北社社長張學逸、台灣北社副社長金恆煒、台灣中社社長戴正德、台灣社副社長文儀、台灣社秘書長羅致政、台灣客社社長張葉森等八人「意圖使人不當選」，並高喊「要死大家一起死」，將發動支持者不要投票給民進黨區域立法委員候選人。2008年1月12日，開票結果，錢林慧君落選。
2008年2月28日，2008年總統選舉候選人馬英九親訪錢橙山與錢林慧君，之後錢林慧君與錢橙山公開支持馬英九。或許是因為錢林慧君與錢橙山的支持，馬在台南市的得票小贏6,219票。但錢林慧君因此舉違背台聯決議，於2008年4月23日遭台聯註銷黨籍。
2008年6月13日，總統馬英九提名錢林慧君為監察委員，以同意61張、不同意40張、無效票10張通過。2008年6月23日，泛綠揚言在審查監察委員被提名人時封殺錢林慧君，錢林慧君說：「我是最不投機的人。所以我離開一個黨的時候，我都是因為『黨在變』我才離開。格調是怎麼算的？我不太了解。還是他們自己放話的人有格調？我想我不太了解。」
2008年7月2日，錢林慧君在立法院會議表示，她過去是泛綠中的深綠、也希望台灣獨立建國；但她後來發現「統獨根本就是假議題」、「台灣已經是主權獨立國家」、「民主進步黨也做不到正名制憲」，加上她對「政治惡鬥」、「藍綠對決」及「分裂族群」深惡痛絕，才認為國家需要政黨輪替、共同拚經濟；民主進步黨立法委員李俊毅、管碧玲說她「政治變色龍」、「藍綠通吃」，是對她人格最大侮辱；她到監察院，是想利用監察委員的調查權及糾彈權，糾正過去行政院一些不依立法院通過決議及預算執行的違法事實。同日，錢林慧君答覆民主進步黨立法委員蔡煌瑯質詢時答覆，民進黨前主席謝長廷很好，她也一直沒變，她當初曾告訴馬英九「自己仍主張台灣是主權獨立國家」，她在統獨議題上未與馬英九有一致理念。
2008年8月1日，錢林慧君就任為第4屆監察委員（2008年8月1日－2014年7月31日）。2008年8月5日，錢林慧君申請調查臺南縣麻豆鎮總爺國民小學廢校案。
2012年8月，錢林慧君說，2001年到2004年的「漁港建設計畫」與後來的「漁業多元化經營建設計畫」，「11座漁港共爭取到（新台幣）10.5億元的經費，但是後來大多荒廢、變成『蚊子漁港』。這些都是人民的血汗錢吶，卻被這樣給糟蹋掉了。」

## 選舉紀錄
| 年度 | 選舉屆數               | 選舉區                                 | 所屬政黨     | 得票數  | 得票率 | 當選標記 | 備註 |
| ---- | ---------------------- | -------------------------------------- | ------------ | ------- | ------ | -------- | ---- |
| 1994 | 第十三屆臺南市議員選舉 | 臺南市第三選舉區                       | 建國黨       |         |        |          |      |
| 1998 | 第十四屆臺南市議員選舉 | 臺南市第三選舉區                       | 建國黨       | 3,011   | 8.75%  |          |      |
| 1998 | 第四屆立法委員選舉     | 臺南市選舉區                           | 建國黨       | 21,307  | 7.22%  |          |      |
| 1999 | 第三屆國民大會代表補選 | 臺南市第一選舉區                       | 無黨籍       | 11,562  | 24.29% |          |      |
| 2001 | 第五屆立法委員選舉     | 臺南市選舉區                           | 台灣團結聯盟 | 37,141  | 11.31% |          |      |
| 2004 | 第六屆立法委員選舉     | 臺南市選舉區                           | 台灣團結聯盟 | 32,966  | 10.40% |          |      |
| 2005 | 任務型國民大會代表選舉 | 任務型國民大會代表選舉                 | 台灣團結聯盟 | 273,147 | 7.05%  |          |      |
| 2005 | 第十五屆臺南市市長選舉 | 臺南市                                 | 台灣團結聯盟 | 42,000  | 12.95% |          |      |
| 2008 | 第七屆立法委員選舉     | 全國不分區及僑居國外國民立法委員選舉區 | 台灣團結聯盟 | 344,887 | 3.50%  |          |      |

## 外部連結
- 立法院－錢林慧君委員簡介 （页面存档备份，存于）
- 立法院國會圖書館－錢林慧君個人資料 （页面存档备份，存于）